# Acidólise
A acidólise é um processo de intemperismo químico, caracterizado pela acidificação do solo. Encontram-se esses solos em todas as regiões do planeta, em especial naquelas cuja vegetação é composta de liquens e coníferas.